# Poslednij den' zimy
Poslednij den' zimy (Последний день зимы) è un film del 1975 diretto da Vladimir Nikolaevič Grigor'ev.

## Trama
L'eroe del film, il caposquadra degli installatori e costruttori del cantiere siberiano, si batte per l'introduzione di un contratto di squadra, che dia seri vantaggi economici e morali.